# 루크 매컬로
루크 매컬로(영어: Luke McCullough, 1994년 2월 15일 ~ )는 동커스터 로버스에서 센터 백으로 활약하고 있는 북아일랜드의 축구 선수이다. 2010년 맨체스터 유나이티드와 계약하면서 잉글랜드 무대에 처음 발을 들였고, 2013년 2월 16일 첼트넘 타운 임대 시절 올더숏 타운과의 경기를 통해 프로 데뷔전을 치렀다.